# 正統派マルクス主義
正統派マルクス主義または正統的マルクス主義 (英語: Orthodox Marxism)は、マルクス主義の1種を指して使われている用語で、カール・マルクスの死後に発生し、第一次世界大戦までの第二インターナショナルにおいて公式哲学としての役割を演じた。正統派マルクス主義とは単純には、把握された曖昧さや矛盾を排除した、マルクスの思想の成文化と体系化であり、「マルクス主義の法皇」と呼ばれたドイツ社会民主党のカール・カウツキーの影響力が大きかった。

## 概要
正統派マルクス主義の初めは、「自然の弁証法」(en)や「空想から科学へ」などのフリードリヒ・エンゲルスの晩年の著作などにより、マルクスの著作を普及させる努力をし、更に体系化し、哲学の根源的疑問へ適用しようとした。
アメリカ合衆国の社会主義の初期の指導者の1人であるダニエル・デ・レオンは、19世紀末から20世紀初頭にかけて多大な貢献を行った。正統派マルクス主義は、ゲオルギー・プレハーノフやカール・カウツキーなどの思想家によって、第二インターナショナルの期間に更に開発された。カウツキーと、多少ではあったがプレハーノフは、ウラジーミル・レーニンと、レーニン主義と呼ばれるレーニンによる正統派マルクス主義に、多大な影響を受けた。
正統派マルクス主義は第二インターナショナルの工程イデオロギーであったが第三インターナショナルにも影響を与え、第三インターの公式イデオロギーは正統派マルクス主義を基礎とした。唯物弁証法や唯物史観などの用語は、正統派マルクス主義のこの時期に作られた。
いっぽう正統派マルクス主義者の多くは共産主義陣営には加わらなかった。カウツキーはボリシェヴィキの非民主性を批判し、レーニンから「背教者」とまで論難されている。

## 特徴
正統派マルクス主義の特徴には以下が挙げられる。
- 経済的基盤が文化的および政治的な上部構造を決定するという理論の強化（経済決定論）
- マルクス主義を科学と主張する
- マルクス主義を完全な体系として、現在の出来事や知識の領域を含めた変化へ適用しようとする
- 虚偽意識の用語におけるイデオロギーの無理解
- 全ての公表された階級闘争は政治闘争で、経済学者の主張には反対する
- 福祉、余暇、教育、文化などの独立した巨大な労働者運動やその政党の組織化に対する危機前の強調
- 社会主義革命は多数派の行動を必要とする

## 批判
マルクス主義運動の中から、正統派マルクス主義に対する批判は多数行われてくている。第二インターナショナルの期間、修正主義と呼ばれた立場のエドゥアルト・ベルンシュタインや他の開発者は、資本主義の発展的な開発や、社会主義を達成できる平和的な議会制度による改革を意味する民主主義の理念を基本にマルクスの視点を修正することを考えた。この視点は、カウツキーやローザ・ルクセンブルクなどの正統派マルクス主義とは対立した。
西欧マルクス主義は1920年代以降に西ヨーロッパで開発された知的なマルクス主義で、マルクス主義をより洗練され、開放的で、柔軟で、正統派マルクス主義の領域の外部に存在する文化などの課題を扱うものにすることを目指した。ルカーチ・ジェルジやカール・コルシュ、アントニオ・グラムシやフランクフルト学派などの西欧マルクス主義者は、精神分析学やマックス・ヴェーバーの社会学などの、正統派マルクス主義者がブルジョワジーとみなしたものへの影響に開放的な傾向を持った。これらとは並行して Cedric Robinson (en)は、C・L・R・ジェームズやマルクス主義を人種問題に関連付けたW・E・B・デュボイスなどとともに、ブラック・マルクス主義の伝統を定義した。
第二次世界大戦後には新左翼や新しい社会運動が知識的および政治的な場に台頭して、正統派マルクス主義に挑戦した。それらにはイタリアのオートノミズムや、フランスの Situationist (en)、ユーゴスラビアの Praxis School (en)、イギリスのカルチュラル・スタディーズ、そしてマルクス主義フェミニズム、マルクス主義的人文主義、 分析的マルクス主義、 critical realism (en) などがある。